# 高崗 (藝員)
高崗（1944年—1980年8月5日），原名蘇潭生，又名蘇丹，香港無線電視武打藝員。高崗是西貢蜑家人，自幼習武。1980年8月5日凌晨，高崗因泊車問題，與休班警員爭執時被開槍打死，僅得年36歲。

## 事發經過
高崗於8月4日晚上，駕車到西貢墟送女友李玉英回家。李玉英下車後，高崗駛往一條單程路停車，尋找泊車位。後面有兩輛私家車前路受阻。休班探員鄭沛錕駛過，被第三輛私家車所阻。高崗聽到有私家車響號聲，誤以為是探員響號，於是上前開車門責罵，又出手襲擊。雙方爭執期間，探員開了一槍，打中高崗胸部。高崗送到聯合醫院後，證實不治。警方列作襲警案處理。
高崗被殺事件令公眾震驚，質問警員休班期間為何獲准佩槍，又質疑警方處理事件手法。香港公義促進會秘書葉錫恩議員，指警方將事件列為襲警案，是未作調查先行判決。

## 出殯
8月11日，影視界高崗治喪委員會在世界殯儀館設靈堂。靈堂中央掛上「沉冤待雪」四字，兩旁又掛有高崗親友致送的多副輓聯。世界殯儀館只收棺木錢，其他費用免收，以示同情高崗不幸遇害。不少無線電視和麗的電視藝員做完節目後，在深夜前往致祭。周潤發、劉丹等藝員在靈堂守夜。高崗於8月12日出殯，葬於西貢天主教墳場。

## 審訊
開槍打死高崗的警員鄭沛錕被控謀殺罪，於1981年3月18日裁定謀殺罪不成立，但誤殺罪成立，判監5年。鄭沛錕不服上訴，合議庭將案件發還重審，改控誤殺罪。同年12月21日裁定他無罪釋放。

## 演出作品

### 電影
- 1969年：《八步追魂》
- 1970年：《冰谷魔女》
- 1971年：《一劍勾魂》
- 1972年：《戰北國》
- 1972年：《獅吼》 飾 邊熊
- 1972年：《鐵指唐手》 飾 張大爺
- 1973年：《男子漢》
- 1973年：《蕩寇三娘》
- 1973年：《怪客》
- 1973年：《龍虎征西》
- 1974年：《下南洋》
- 1975年：《酒吧女郎》
- 1975年：《社女》
- 1975年：《龍爭虎鬥精武魂》
- 1975年：《醒目雙星香港淘金記》
- 1975年：《肉蒲團》
- 1977年：《十大殺手》
- 1977年：《明月刀雪夜殲仇》
- 1977年：《飛虎相爭》
- 1977年：《詠春與少林》
- 1978年：《鬼馬功夫》
- 1978年：《白粉雙雄》
- 1978年：《醉貓師傅》
- 1979年：《盲拳怪招》
- 1979年：《陸小鳳與西門吹雪》
- 1979年：《大教頭與騷娘子》
- 1979年：《偷渡來客》
- 1980年：《係咁先》
- 1980年：《武師，花旦，大流氓》
- 1980年：《江湖檔案》
- 1981年：《一老一少一根釘》

### 電視劇
- 1976年：《近代豪俠傳之太極陳》 飾 方大翁
- 1976年：《近代豪俠傳之馬素貞》 飾 高仁山
- 1977年：《家變》 飾 羅Sir(廉署人員)
- 1977年：《陸小鳳之決戰前後》 飾 殷羨/大內高手
- 1978年：《小李飛刀》 飾 趙正我
- 1978年：《人海奇譚之字花王》 飾 牛七
- 1978年：《奮鬥》 飾 莫宏
- 1978年：《倚天屠龍記》 飾 鹿仗客
- 1978年：《強人》 飾 薛強
- 1978年：《陸小鳳之武當之戰》 飾 鈎子/海奇闊
- 1978年：《小李飛刀之魔劍俠情》 飾 相羽
- 1978年：《一劍鎮神州》 飾 鐵箏客
- 1979年：《貼錯門神》 飾 梁傑
- 1979年：《女人三十之主婦》 飾 阿剛
- 1979年：《龍潭羣英》 飾 醉貓
- 1979年：《楚留香》 飾 瀟湘道長
- 1979年：《網中人》  飾 阿勝
- 1979年：《左鄰右里》
- 1979年：《家在香港》
- 1979年：《名劍風流》 飾 杜燕峰
- 1980年：《鹽梟》 飾 許老拐
- 1980年：《上海灘》 飾 領班/阿成
- 1980年：《發現灣》  飾 黑石
- 1980年：《新CID》 飾 CID

## 外部連結
- 香港電影資料館 - 高崗[永久]
- 香港影庫 - 高崗 （页面存档备份，存于）